# Penguin Books

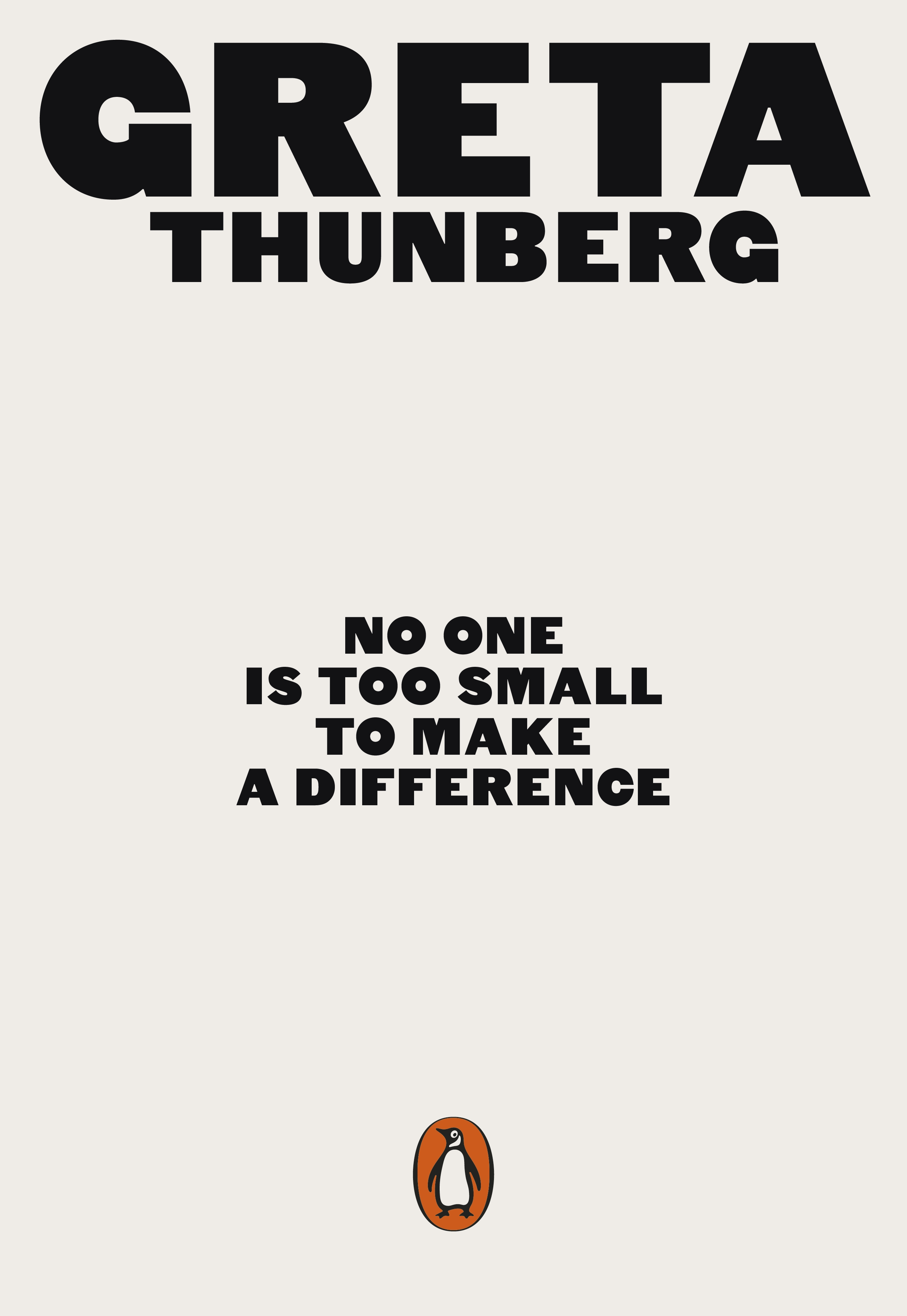

Penguin Books é uma editora britânica fundada em 1935 por Allen Lane e seus irmãos Richard e John, que tinham a intenção de fornecer literatura de qualidade a preços tão baratos quanto, na época, um maço de cigarros, e que fossem vendidos não só em livrarias, mas também em estações ferroviárias e em lojas em geral. Revolucionou as publicações na década de 1930 por meio de seus livros de bolso. Devido a grande quantidade de livros publicados sobre assuntos importantes, a Penguin teve um impacto significativo sobre o debate público na Grã-Bretanha, através de seus livros sobre política, artes e ciência.
A Penguin Books agora é uma marca da Penguin Random House, um conglomerado formado em 2013 por meio da fusão com a editora estadunidense Random House, uma subsidiária do conglomerado de mídia alemão Bertelsmann. Desde abril de 2020, a Penguin Random House é uma subsidiária integral da Bertelsmann. É uma das maiores editoras de língua inglesa, a qual era anteriormente conhecidas como "Big Six" - agora "Big Five", junto com Holtzbrinck/Macmillan, Hachette, HarperCollins e Simon & Schuster. Suas listas de publicação incluem mais de 70 ganhadores do Prêmio Nobel e centenas de autores mais lidos do mundo.
A Penguin Books tem sua sede oficial na Cidade de Westminster, em Londres.

## História

### Origens
Os primeiros livros de bolso da Penguin foram publicados no verão de 1935, embora inicialmente apenas como um selo editorial da Bodley Head. Incluía obras de Ernest Hemingway, André Maurois e Agatha Christie,, eles eram codificados por cores (laranja para a ficção, azul para a biografia, verde para o crime).
Seus livros foram originalmente distribuídos da cripta da Igreja da Santíssima Trindade de Marylebone, e em 1936 criou instalações na mesma. Dentro de 12 meses, a Penguin tinha vendido 3.000 mil livros de bolso, o que gerou suspeita e incertezas de algumas editoras tradicionais e de alguns autores.
Desde o início, o design foi essencial para o sucesso da marca Penguin. Pare se diferenciar dos outros editores de livros de bolso, Penguin optou pela aparência simples de três faixas horizontais, superiores e inferiores das quais foram codificados por cores de acordo com a série que o título pertencia, o que é por vezes referido como a grade horizontal. No painel central branco, o autor e título foram impressas em fonte Gill Sans e na faixa superior era a marca "Penguin Books". O projeto inicial foi criado por Edward Young, que também desenhou a primeira versão do logotipo da Penguin. Os esquemas de cores incluia: laranja e branco para a ficção em geral, verde e branco para a ficção crime, cereja e branco para viagens e aventuras, azul escuro e branco para biografias, amarelo e branco para diversos, vermelho e branco para o drama, roxo e branco para ensaios e belles lettres e cinza e branco para assuntos mundiais. Lane resistiu à introdução de imagens de cobertura por vários anos.
Em 1937, a Penguin mudou-se para novos escritórios e um armazém em Harmondsworth norte de Londres, onde permaneceu até meados de 1990, perto do futuro aeroporto de Heathrow, onde começou a se expandir. No mesmo ano lançaram a série Penguin Shakespeare e a marca Pelican - obras originais de não-ficção sobre questões contemporâneas.

### Anos de guerra
Com a Segunda Guerra Mundial a empresa estabeleceu-se como uma instituição nacional, ainda que não teve nenhum papel formal. Penguin era integrante graças ao esforço de guerra, em grande parte, com a publicação de manuais como Keeping Poultry and Rabbits on Scraps e Aircraft Recognition - usado tanto por civis e quanto pelas forças militares para reconhecimento de aviões inimigos, e livros de fornecimento para serviços e prisioneiros de guerra. Penguin imprimiu cerca de 600 títulos e começou a dezenove novas séries nos seis anos da guerra e um momento de enorme aumento na demanda por livros.
O maior problema para a Penguin durante a guerra foi o racionamento de papel, devido o corte no fornecimento de esparto (Stipa tenacissima) pela França. Quando o racionamento foi anunciado em março de 1940 uma cota foi atribuída pelo Ministério do abastecimento para cada publicação com uma porcentagem de quantidade material utilizado pela firma entre agosto de 1938 e agosto de 1939. Isto foi particularmente vantajoso para a Penguin pois a empresa tinha desfrutado de um ano de muito sucesso.

### Pós-Guerra
Em 1946, a Penguin começou o que se tornaria um de seus ramos mais importantes, Penguin Classics. Foi lançada a tradução da Odisseia de Homero por E.V. Rieu, fazendo textos clássicos disponíveis para todos. Hoje, essa famosa série composta por mais de 1.200 títulos (incluindo Penguin Classics modernos), que vão desde a Epopeia de Gilgamesh até Voando Sobre um Ninho de Cucos.
A década de 1960 trouxe uma revolução na cultura popular e a Penguin estava na vanguarda. A empresa foi cobrada pela Lei de Publicações Obscenas, em 1960, após publicar O Amante de Lady Chatterley. A Penguin lutou e foi absolvida, marcando um ponto de viragem na leis de censura britânica. Pessoas formaram filas enormes para comprar o livro e Penguin vendeu 2 milhões de cópias em seis semanas.
Firmemente estabelecida como uma grande força no mercado editorial e na vida britânica, Penguin tornou-se uma empresa de capital aberto em 1961. A oferta de ações foi de 150 vezes - estabelecendo um recorde para a Bolsa de Valores de Londres.

### Aquisição pela Pearson
No final da década de 1960 Penguin estava com problemas financeiros, as propostas de um número de compra de estoque foram feitas, incluindo a de um consórcio de universidades ou a propriedade conjunta da Penguin pela Cambridge University Press e a Oxford University Press, nenhum dos quais chegou a nada. Em última instância, a empresa foi comprada pela Pearson Longman em 21 de agosto de 1970, cerca de seis semanas após a morte de Allen Lane. Uma nova ênfase na rentabilidade surgiu e, com a saída de Facetti em 1972, a era que definiu o design de livros da Penguin chegou ao fim.
A Penguin fundiu-se com a editora norte-americana de longa data Viking Press em 1975.
A primeira Livraria Penguin abriu em Covent Garden em 1980.
Em 1985, a Penguin comprou a editora britânica de livros de capa dura Michael Joseph e em 1986, Hamish Hamilton. Após essas aquisições, a Penguin mudou seus escritórios para o centro de Londres (27 Wrights Lane, W8 5TZ). Assim, Harmondsworth desapareceu como local de publicação depois de meio século. O armazém em Harmondsworth permaneceria em operação até 2004.
Também em 1986, a Penguin comprou a editora americana New American Library (NAL) e sua afiliada de livros de capa dura E. P. Dutton. A New American Library originalmente era a Penguin U.S.A. e foi desmembrada em 1948 devido à alta complexidade dos regulamentos de importação e exportação. A Penguin a recomprou para ampliar seu alcance no mercado dos EUA, e a NAL viu a mudança como uma forma de ganhar espaço nos mercados internacionais.
A Penguin publicou o livro de Deborah Lipstadt, Denying the Holocaust, que acusou David Irving de negação do Holocausto. Irving processou Lipstadt e a Penguin por difamação em 1998, mas perdeu em um processo judicial de ampla cobertura. Outros títulos publicados pela Penguin que ganharam atenção da mídia e controvérsias incluem Massacre, do cartunista Siné; Spycatcher, que foi censurado no Reino Unido pelo governo por um tempo; e The Satanic Verses, levando seu autor Salman Rushdie a se esconder por alguns anos depois que o aiatolá Khomeini, do Irã, emitiu um fatuá, decreto equivalente a uma sentença de morte contra ele.
Em 2006, a Penguin tentou envolver o público na escrita colaborativa de um romance em uma plataforma wiki. Eles chamaram este projeto de A Million Penguins. Em 7 de março de 2007, o blog Penguin Books UK anunciou que o projeto havia chegado ao fim.